# Rust (programovací jazyk)
Rust je svobodný víceúčelový, multiparadigmatický, kompilovaný programovací jazyk, vyvinutý organizací Mozilla Research. Je navržen jako „bezpečný, paralelní, praktický programovací jazyk“, podporující čistě funkcionální, imperativně-procedurální, strukturované a objektově orientované programovací styly.
Tento programovací jazyk pochází z osobního projektu zaměstnance Mozilly jménem Graydon Hoare. Mozilla začala sponzorovat tento projekt v roce 2009 a zveřejnila ho v roce 2010. Ten samý rok se práce posunuly z počátečního překladače (naprogramovaného v OCaml) do sebe-hostujícího překladače napsaného v Rustu. Tento, známý jako rustc, úspěšně přeložil sám sebe v roce 2011. rustc používá LLVM jako svůj back-end.
Prvně číslovaná před alfa vydání překladače Rust přišla v lednu 2012. Rust 1.0, první stabilní verze, byla vydána 15. května 2015.
Třebaže byl vývoj sponzorován Mozillou, jde od počátku o projekt otevřeného software. Design tohoto jazyka byl vyladěn na základě zkušeností z programování jádra webového prohlížeče Servo a kompilátoru jazyka Rust. Velké množství příspěvků k designu pochází od členů komunity.

## Design
Cílem tvůrců Rustu je vytvořit jazyk vhodný pro vytváření vysoce paralelních a vysoce bezpečných systémů. Tento záměr byl základem pro návrh souboru vlastností, s důrazem na bezpečnost, kontrolu rozvržení paměti, a paralelizmu. Výkon Rustu je srovnatelný s výkonem C++.
Syntaxe Rustu je podobná syntaxi C a C++, s bloky kódu ohraničenými složenými závorkami, a řídícími klíčovými slovy programu jako if, else, while, a for. Ne všechna klíčová slova jazyků C a C++ jsou přítomna, zatímco některá další (jako například match pro vícenásobné skoky, podobné switch v jiných jazycích) byla zaměněna nebo přidána. Přes syntaktickou podobnost je Rust sémanticky velmi odlišný od C a C++.
Tento systém je navržen jako paměťově bezpečný, nepovolující ukazatele NULL a znemožňující neplatné ukazatele. Datové hodnoty mohou být inicializovány pouze několika pevnými způsoby, avšak všechny tyto způsoby vyžadují inicializovaný vstup. Životní cyklus ukazatelů a jejich neměnnost umožňuje kompilátoru předejít mnohým typům chyb, které jsou možné v C++, a to i při použití jeho inteligentního ukazatele.
Tento typový systém podporuje typ jménem trait, který je podobný typu třída. Trait je přímo inspirován jazykem Haskell. Jedná se o nástroj pro ad-hoc polymorfismus, čehož bylo dosaženo zákazem psaní deklarace proměnných. Další vlastnosti z jazyka Haskell, jako jsou higher-kinded polymorfismus (parametrický a podtypový polymorfismus), zatím nejsou podporovány.
Rust nepoužívá automatickou správu dat (garbage collection), jako je použita na platformách Java a .NET (mj. jazyky Java a C#), přesto je však jeho správa paměti bezpečná, snadná a nevyžadující přerušování běhu programu a sledování odkazů.
Rust umožňuje odvození typu ('type-inference') pro proměnné deklarované použitím klíčového slova let. Tyto proměnné, původně inicializované s cílem určit jejich typ, nevyžadují zachovat původně přidělenu hodnotu. Pokud kompilátor nenalezne na příslušné větvi proměnné přesnou hodnotu, kompilace končí chybou.
Funkce mohou používat generické parametry, ale ty musí být vázány traity. Neexistuje způsob, jak obejít signatury typů a přitom ve funkcích a operátorech využívat generické proměnné.
Objektový systém v Rustu je založen okolo implementací traitů a struktur. Jejich použití nahrazuje roli tříd v jiných (objektových) jazycích, a je definována klíčovým slovem impl. Dědičnost a polymorfizmus jsou poskytovány traity; umožňují je metody, které jsou definovány v mixinech k implementaci. Strukturované typy jsou použity pro definici členských proměnných. Implementace a traity nemohou definovat členské proměnné samy, a pouze traity mohou poskytovat dědičnost, aby nenastal diamantový problém jazyka C++.

## Projekty v jazyce Rust

### Operační systémy v Rustu

#### Windows
Mezi nejdůležitější projekty naprogramované v jazyce Rust nově patří operační systém Microsoft Windows, jehož části začala firma Microsoft přepisovat do Rustu, zejména z důvodu větší paměťové bezpečnosti výsledného kódu. Dalším pozitivním důsledkem tohoto přepisování do Rustu je větší rychlost běhu výsledného kódu. Parser fontů napsaný v Rustu zrychlil oproti verzi naprogramované v jazyce C++ o 5 až 15 procent. Rust se také dostal do jádra tohoto systému. Některé knihovny Windows naprogramované v Rustu byly začleněny do programu Windows Insider, a po odladění budou distribuovány uživatelům Windows. Dne 10. května 2023 vyšla zpráva, že kód generovaný za pomoci jazyka Rust je obsažen v systému Windows, v programu Windows Insider.

#### Linux
Počínaje verzí jádra 6.1 a dále ve verzi 6.3 a 6.4 operačního systému Linux, je zaváděna podpora používání jazyka Rust ve vývoji Linuxu. Verze 6.14 přinese ještě lepší podporu Rustu a v něm napsaných ovladačů v jádře Linuxu. V Rustu psaný ovladač pro GeForce, Nova, má kromě hlavního správce z Red Hatu, jménem Danilo Krummrich, kolegu Alexandre Courbota z Nvidie. Ovladač má nahradit ovladač Nouveau.

#### FreeBSD
Dne 23. ledna 2024 vyšla zpráva o počínající diskuzi o použití programovacího jazyka Rust pro vývoj unixového operačního systému FreeBSD, což by přineslo pozitiva jazyka Rust do vývoje FreeBSD. Problém je zejména delší doba kompilace systému, ale na tom se také pracuje.

#### KataOS
Dne 14. října 2022 Google oznámil vývoj operačního systému KataOS a jeho referenční implementace Sparrow na základě mikrojádra seL4. KataOS je vyvíjený v programovacím jazyce Rust a je nadstavbou mikrojádra seL4.

#### Redox
Přibližně od roku 2015 probíhá v programovacím jazyce Rust vývoj operačního systému Redox, který je koncipován jako mikrojádro unixového typu, a je široce inspirován systémy jako jsou seL4 a MINIX 3. Od jeho verze 0.9.0 vydané 9. září 2024 přichází Redox s vylepšenou podporou multitaskingu a multithreadingu. Tato verze také přišla s vylepšenou portabilitou s linuxovými a BSD programy. Důležitá je podpora souborů COSMIC, editoru a terminálu z COSMIC desktopu.

### Utility v Rustu
Dne 26. ledna 2024 vyšly nástroje Uutils verze 0.0.24, které jsou náhradou za GNU Coreutils, ale v Rustu. Tyto nástroje se mimo jiné snaží vylepšit kompatibilitu s GNU Coreutils.
Ubuntu nahradí klasické nástroje operačního systému pro práci se soubory, shellem a textem, jejich obdobami v jazyce Rust. Tento a další projekty mají za cíl nahradit klíčové nástroje důležité z hlediska bezpečnosti modernějšími, paměťově bezpečnějšími alternativami. Počínaje Ubuntu 25.10 chtějí vývojáři zvolit některé z těchto moderních implementací jako výchozí řešení.

### Knihovny v Rustu

#### Šifrovací knihovna Rustls
Šifrovací knihovna Rustls je zamýšlena jako moderní knihovna TLS, která je alternativou OpenSSL a BoringSSL, které překonává výkonem a i paměťovou bezpečností. Testy byly prováděny v říjnu 2024 na procesorech Intel Xeon se 6 jádry a zakázaným hyperthreadingem. Ve všech provedených testech Rustls své soupeře výkonově překonal. 28. listopadu 2024 byly provedeny další testy na procesorech 64-bitových ARM Ampere Altra s 80 jádry, při nichž Rustls opět výrazně překonal OpenSSL a BoringSSL.

#### Komprimační a dekomprimační knihovna zlib-rs
Dne 25. února vyšla verze komprimační a dekomprimační knihovny zlib-rs verze 4.2, která je v dekompresi a i řadě případů komprese výkonnější, než její C-čková implementace a i známá konkurence.

#### Grafická knihovna ZLUDA
Grafická knihovna ZLUDA, umožňuje spouštět na Radeonech aplikace napsané pro CUDA. Její autor, Andrzej Janik, ji vyvinul nejdříve pro grafickou platformu Intel a později, v roce 2022, pro grafické karty AMD Radeon za použití programovacího jazyka Rust. Práce na knihovně pro AMD byla ukončena, ale knihovna byla uvolněna pod duální licencí, a to Apache 2.0 a MIT.

### Webové prohlížeče v Rustu
Programovací jazyk Rust je s výhodou využíván i při vývoji internetových prohlížečů, kde pomáhá jeho bezpečnost a efektivita. Firma Google ohlásila dne 12. ledna 2023, že její webový prohlížeče Google Chrome a Chromium, budou podporovat začleňování kódu v jazyce Rust.
Další projekt v programovacím jazyce Rust patří vykreslovací jádro pro webové prohlížeče Servo, které vyvinula Mozilla a Samsung. V roce 2014 již zvládl test Acid2 a byl výrazně rychlejší, než jádro Firefoxu napsané v C++ (Gecko). Jeho vývoj nadále pokračuje.
Existuje ještě několik dalších projektů napsaných v jazyce Rust. Například parser multimédií prohlížeče Firefox je také napsán v programovacím jazyce Rust. Dále také existuje unixový operační systém – Redox.

### Textový editor v Rustu
V programovacím jazyce Rust je také již od roku 2022 vyvíjen textový editor Helix, který již nyní disponuje zvýrazněním syntaxe a jeho tvůrci do budoucna počítají, že ho půjde využívat i jako integrované vývojové prostředí (IDE). 3. ledna 2025 vyšla jeho verze 25.01.

## Související projekty
Existuje překladač (preprocesor) podporovaný Mozillou, který překládá zdrojový kód z jazyka C do jazyka Rust. Řeší mj. překlad konstrukcí jazyka C s příkazem goto. Je napsán v Haskellu.

## Ukázka kódu

### UkázkaHello world
```
fn
 
main
()
 
{

    
println!
(
"Hello, world"
);

}

```

### Ukázkatraitů
```
trait
 
MaObsah
 
{

    
fn
 
obsah
(
&
self
)
 
->
 
f64
;

}

struct
 
Kruh
 
{

    
x
:
 
f64
,

    
y
:
 
f64
,

    
polomer
:
 
f64
,

}

impl
 
MaObsah
 
for
 
Kruh
 
{

    
fn
 
obsah
(
&
self
)
 
->
 
f64
 
{

        
std
::
f64
::
consts
::
PI
 
*
 
(
self
.
polomer
 
*
 
self
.
polomer
)

    
}

}

struct
 
Ctverec
 
{

    
x
:
 
f64
,

    
y
:
 
f64
,

    
strana
:
 
f64
,

}

impl
 
MaObsah
 
for
 
Ctverec
 
{

    
fn
 
obsah
(
&
self
)
 
->
 
f64
 
{

        
self
.
strana
 
*
 
self
.
strana

    
}

}

fn
 
vypis_obsah
(
tvar
:
 
impl
 
MaObsah
)
 
{

    
println!
(
"Tento utvar ma obsah {}"
,
 
tvar
.
obsah
());

}

fn
 
main
()
 
{

    
let
 
c
 
=
 
Kruh
 
{

        
x
:
 
0.0
f64
,

        
y
:
 
0.0
f64
,

        
polomer
:
 
1.0
f64
,

    
};

    
let
 
s
 
=
 
Ctverec
 
{

        
x
:
 
0.0
f64
,

        
y
:
 
0.0
f64
,

        
strana
:
 
1.0
f64
,

    
};

    
vypis_obsah
(
c
);

    
vypis_obsah
(
s
);

}

```